# Good Shape
Good Shape was een Belgische boysband die halverwege de jaren negentig actief was. Bandleden waren producer en keyboardspeler Koen De Beir, zangers Filip Vervaeke en Geert De Meyer en leadzanger David Cantré.

## Geschiedenis

### Succesperiode
Good Shape werd opgericht in 1993 en bracht eind dat jaar de debuutsingle Take My Love uit. Het nummer, geschreven door Koen De Beir en Phil Sterman, werd in Vlaanderen een grote hit en een van de bestverkochte singles van 1994. De groep stond er 23 weken mee in de Vlaamse hitparade, waarvan vijf weken op de tweede plaats. Enige tijd later verscheen de tweede single Give Me Fire, geschreven door Koen De Beir en Serge Ramaekers. Dit werd de eerste nummer 1-hit voor de groep: het steeg in juli 1994 naar de eerste plaats en bleef daar in totaal vier weken staan. Bovendien werd het nummer verkozen tot Radio 2 Zomerhit. Later dat jaar behaalde ook de derde single, King Of Your Heart, de eerste plaats. Good Shape groeide hiermee razendsnel uit tot de succesvolste boyband van Vlaanderen en trok daarmee ook de aandacht in Wallonië, Nederland en Duitsland. De debuutsingle Take My Love werd in de zomer van 1994 een bescheiden hit in de Nederlandse hitlijsten en de band tekende een contract bij WEA Records voor de Duitse markt.
Het debuutalbum Maniacs Of Love verscheen begin 1995. Zeven maanden later, in november van dat jaar, verscheen reeds de opvolger Closer To You. Gedurende 1995 bracht Good Shape nog een reeks singles uit, waaronder I Can Love You / Bang Your Head, Come Closer en Stay The Night. De twee laatstgenoemde singles werden top 10-hits in de Vlaamse Ultratop 50.

### Na Good Shape
Never Gonna Give Up werd in 1996 de laatste single die Koen De Beir schreef voor Good Shape. Hij verliet de groep datzelfde jaar. Filip Vervaeke ging solo verder onder de naam Brent Filip en David Cantré en Geert De Meyer vormden het duo B'four. De titeltrack van hun eerste album was tevens de soundtrack van de populaire Duitse sitcom Singles. Dankzij een nederige bijrol in deze reeks kende B'four een gering succes in Duitsland. In België kregen hun singles Soul en Here I am veel airplay, echter zonder succes in de hitlijsten. Anno 2000 gingen David Cantré, Geert De Meyer en Filip Vervaeke door met een nieuwe groep, Impact. Na één weinig succesvolle single hield die groep het al dat jaar voor bekeken. In 2006 kwamen de jongens nog eens samen om op te treden in het muzikale spelprogramma Het Swingpaleis op de VRT.
In 2008 werd hun grootste hit Take My Love opgefrist door Regi Penxten. Deze remix werd een bescheiden hit. Good Shape kreeg met dit nummer de eer om de allerlaatste aflevering van het populaire muziekprogramma Tien Om Te Zien op de zeedijk in Blankenberge af te sluiten.

## Hitnoteringen

### Albums
| Album met hitnotering(en) in de Vlaamse Ultratop 200 albums | Datum van verschijnen | Datum van binnenkomst | Hoogste positie | Aantal weken | Opmerkingen |
| ----------------------------------------------------------- | --------------------- | --------------------- | --------------- | ------------ | ----------- |
| Maniacs Of Love                                             | 1995                  | 15-04-1995            | 36              | 7            |             |
| Closer To You                                               | 1995                  | 16-12-1995            | 11              | 9            |             |

### Singles
| Single met hitnotering(en) in de Vlaamse Ultratop 50 | Datum van verschijnen | Datum van binnenkomst | Hoogste positie | Aantal weken | Opmerkingen |
| ---------------------------------------------------- | --------------------- | --------------------- | --------------- | ------------ | ----------- |
| Take My Love                                         | 1993                  | 12-02-1994            | 2               | 23           |             |
| Give Me Fire                                         | 1994                  | 09-07-1994            | 1 (4wk)         | 17           |             |
| King Of Your Heart                                   | 1994                  | 29-10-1994            | 1 (2wk)         | 16           |             |
| I Can Love You                                       | 1995                  | 18-03-1995            | 14              | 9            |             |
| Come Closer                                          | 1995                  | 15-07-1995            | 4               | 11           |             |
| Stay The Night                                       | 1995                  | 14-10-1995            | 8               | 11           |             |
| Sing Like The Children                               | 1995                  | 16-12-1995            | 15              | 7            |             |
| Never Gonna Give Up                                  | 1996                  | 20-04-1996            | 32              | 3            |             |
| Take My Love                                         | 2008                  | 13-09-2008            | 18              | 7            | Regi remix  |

| Single met eventuele hitnotering(en) in de Nederlandse Top 40 | Datum van verschijnen | Datum van binnenkomst | Hoogste positie | Aantal weken | Opmerkingen              |
| ------------------------------------------------------------- | --------------------- | --------------------- | --------------- | ------------ | ------------------------ |
| Take My Love                                                  | 1993                  | 30-07-1994            | 31              | 3            | Nr. 35 in de Mega Top 50 |